# Scopula praecanata
Scopula praecanata là một loài bướm đêm trong họ Geometridae.